# Chorodna complicataria
Chorodna complicataria là một loài bướm đêm thuộc họ Geometridae. Nó được tìm thấy ở Sundaland.